# Caliginefobia
La Caliginefobia, Venustrafobia o bien, Complejo de Licea es un miedo injustificado a las mujeres hermosas.
Esta fobia mayoritariamente se produce en los hombres. Produce un pánico en las personas, lo que obliga a alejarse de sus familias o de su entorno social, etc. 
Esta fobia es asociada con la ginefobia (que es un miedo a todas las mujeres). No tiene relación con la misoginia (que es desprecio u odio a las mujeres), ni mucho menos la timidez, ya que esto es solo un problema anímico, (tampoco confundirlo con la homosexualidad). Quienes poseen la caliginefobia tienen los mismos síntomas de cualquier fobia. Hay algunos casos que también se produce observando fotografías o mirando películas. Esta fobia se produce principalmente por tener un trauma o problema con una bella mujer, y el cerebro como lo hace con cualquier fobia, alerta una señal de peligro.
Otras fobias de carácter sexual masculino son la partenofobia, la colpofobia (esta fobia viene generalmente acompañada de otras fobias como la  erotofobia, la coitofobia o la nudofobia), la cipridofobia y la falofobia.